# Rudolf 2. af Pfalz
Rudolf 2., også kaldet Rudolf den Blinde (tysk: Rudolf der Blinde), (8. august 1306 – 4. oktober 1353) var pfalzgreve ved Rhinen fra 1329 til 1353 . Han tilhørte fyrstehuset Wittelsbach. 